# 下川大内村
下川大内村（しもかわおおうちむら）は秋田県由利郡にあった村。現在の由利本荘市北東部、芋川中流域、国道105号沿線にあたる。

## 地理
- 山：薬師山、黒森山
- 河川：芋川

## 歴史
- 平安時代 - 出羽国河辺郡邑知(おうち)郷として成立。
- 1889年（明治22年）4月1日 - 町村制の施行により、新沢村、中帳村、高尾村、中俣村、松本村、加賀沢村、葛岡村、及位村、長坂村、平岫村の区域をもって発足。
- 1956年（昭和31年）9月30日 - 上川大内村・岩谷村と合併して大内村が発足。同日下川大内村廃止。